# Fallwurf Böhme – Die wundersamen Wege eines Linkshänders
Fallwurf Böhme – Die wundersamen Wege eines Linkshänders ist ein deutscher Dokumentarfilm über den erfolgreichen DDR-Handballer Wolfgang Böhme, der kurz vor den XXII. Olympischen Sommerspielen 1980 in Moskau ausgemustert wurde. Die Regie führte Heinz Brinkmann. Der Film basiert weitgehend auf den Tagebüchern Böhmes und hatte seine Uraufführung im Oktober 2012 beim Filmfest Wismar. Der Kinostart war am 2. Juli 2015.

## Inhalt
Heinz Brinkmann sucht nach Antworten, warum Böhme trotz systematischer Förderung und jahrelangen Erfolgen bei den DDR-Machthabern in Ungnade gefallen war. Böhme war in den 1960er Jahren als Handball-Talent entdeckt worden und kam als 13-Jähriger ins Internat nach Rostock. Er besuchte eine Sportschule und erhielt eine Ausbildung bei der Handelsmarine.
Mit den Jahren wurde Böhme systematisch zu einem Weltklasse-Handballer aufgebaut – in der Zeit des Kalten Krieges, als sportliche Turniere immer auch den Charakter politischer Kraftproben hatten. Über einen Zeitraum von 10 Jahren spielte Böhme mit großem Erfolg in der Nationalmannschaft der DDR und war vier Jahre lang Team-Kapitän. Kurz vor den Olympischen Spielen 1980 wurde Böhme jedoch wegen „politischer und moralischer Unzuverlässigkeit“ aus dem Team genommen, unter fadenscheinigen Gründen angeklagt und schließlich zur „Unperson“ erklärt.
Böhme arbeitete fortan als Sportlehrer und später als Türsteher, bis 1989 schließlich sein Ausreiseantrag genehmigt wurde und er in die Schweiz übersiedelte.

## Kritik
Marie Anderson schrieb bei kino-zeit.de, mit Fallwurf Böhme entstehe „in ansprechender und durchaus auch humorig durchsetzter Form, vor allem zu Beginn des Films, […] ein in die politische Historie eingebettetes, sehr persönliches Porträt eines Mannes, der Opfer eines repressiven Systems wurde und seine Resignation durch seine positive Lebenshaltung überwunden hat“. Der „mit stimmungsvollen Jazzklängen unterlegte Dokumentarfilm“ stelle „auf ganz besondere Weise eine auch mit kritischen Zwischentönen ausgestattete Würdigung dieses unwegsamen Schicksals dar“ und transportiere darüber hinaus „reichlich Zeitgeist und Lokalkolorit der damaligen DDR aus einer unüblichen Perspektive, die einiges an Nachdenklichkeiten produziert“.
Carsten Moll resümierte auf spielfilm.de, „Heinz Brinkmanns nüchterner und dennoch humorvoll inszenierter Dokumentarfilm“ erweise sich vor allem „in der Verknüpfung von Politik, Sport und Privatleben […] als stimmiges Porträt“ und bewertete den Film mit 4 von 5 Sternen. Der Filmdienst urteilte: „Mit Hilfe von Archivbildern sowie Interviews mit Böhme und einigen seiner Weggefährten wird die Biografie des Sportlers nachgezeichnet, wobei der Film in wichtigen Bereichen immer wieder Lücken offenbart und mitunter wenig überzeugend zwischen Familien- und Zeitporträt laviert.“